# Санбрейкер-Коув
Санбрейкер-Коув (англ. Sunbreaker Cove) — літнє село в Канаді, у провінції Альберта, у складі муніципального району Лакомб.

## Населення
За даними перепису 2016 року, літнє село нараховувало 81 особу постійного населення, показавши зростання на 17,4%, порівняно з 2011-м роком. Середня густина населення становила 160,8 осіб/км².
З офіційних мов обидвома одночасно володіли 5 жителів, тільки англійською — 75. Усього 10 осіб вважали рідною мовою не одну з офіційних.
Працездатне населення становило 35 осіб (50% усього населення), усі були зайняті.

## Клімат
Середня річна температура становить 2,5°C, середня максимальна – 21°C, а середня мінімальна – -18,7°C. Середня річна кількість опадів – 506 мм.
| Клімат поселення                              | Клімат поселення | Клімат поселення | Клімат поселення | Клімат поселення | Клімат поселення | Клімат поселення | Клімат поселення | Клімат поселення | Клімат поселення | Клімат поселення | Клімат поселення | Клімат поселення | Клімат поселення |
| Показник                                      | Січ.             | Лют.             | Бер.             | Квіт.            | Трав.            | Черв.            | Лип.             | Серп.            | Вер.             | Жовт.            | Лист.            | Груд.            |                  |
| Середній максимум, °C                         | −6,16            | −3,02            | 2,02             | 9,42             | 15,08            | 19,10            | 20,97            | 20,73            | 15,89            | 10,80            | 1,88             | −3,72            |                  |
| Середня температура, °C                       | −12,45           | −9,3             | −4,28            | 3,14             | 8,81             | 12,81            | 15,15            | 14,92            | 10,08            | 5,00             | −3,94            | −9,54            |                  |
| Середній мінімум, °C                          | −18,74           | −15,59           | −10,56           | −3,13            | 2,50             | 6,53             | 9,35             | 9,13             | 4,26             | −0,82            | −9,76            | −15,34           |                  |
| Норма опадів, мм                              | 20               | 15               | 19               | 25               | 57               | 94               | 94               | 72               | 55               | 22               | 16               | 17               |                  |
| Середньомісячна швидкість вітру, м/с          | 3.16             | 3.21             | 3.40             | 3.66             | 3.64             | 3.36             | 3.00             | 2.87             | 3.10             | 3.37             | 3.31             | 3.24             |                  |
| Середньомісячна сонячна радіація, кДж/м²·день | 3804             | 7250             | 12378            | 17206            | 20579            | 21947            | 22599            | 19003            | 13098            | 7856             | 4002             | 2829             |                  |
| --------------------------------------------- | ---------------- | ---------------- | ---------------- | ---------------- | ---------------- | ---------------- | ---------------- | ---------------- | ---------------- | ---------------- | ---------------- | ---------------- | ---------------- |
| Джерело:                                      |                  |                  |                  |                  |                  |                  |                  |                  |                  |                  |                  |                  |                  |